# Gabna sameby

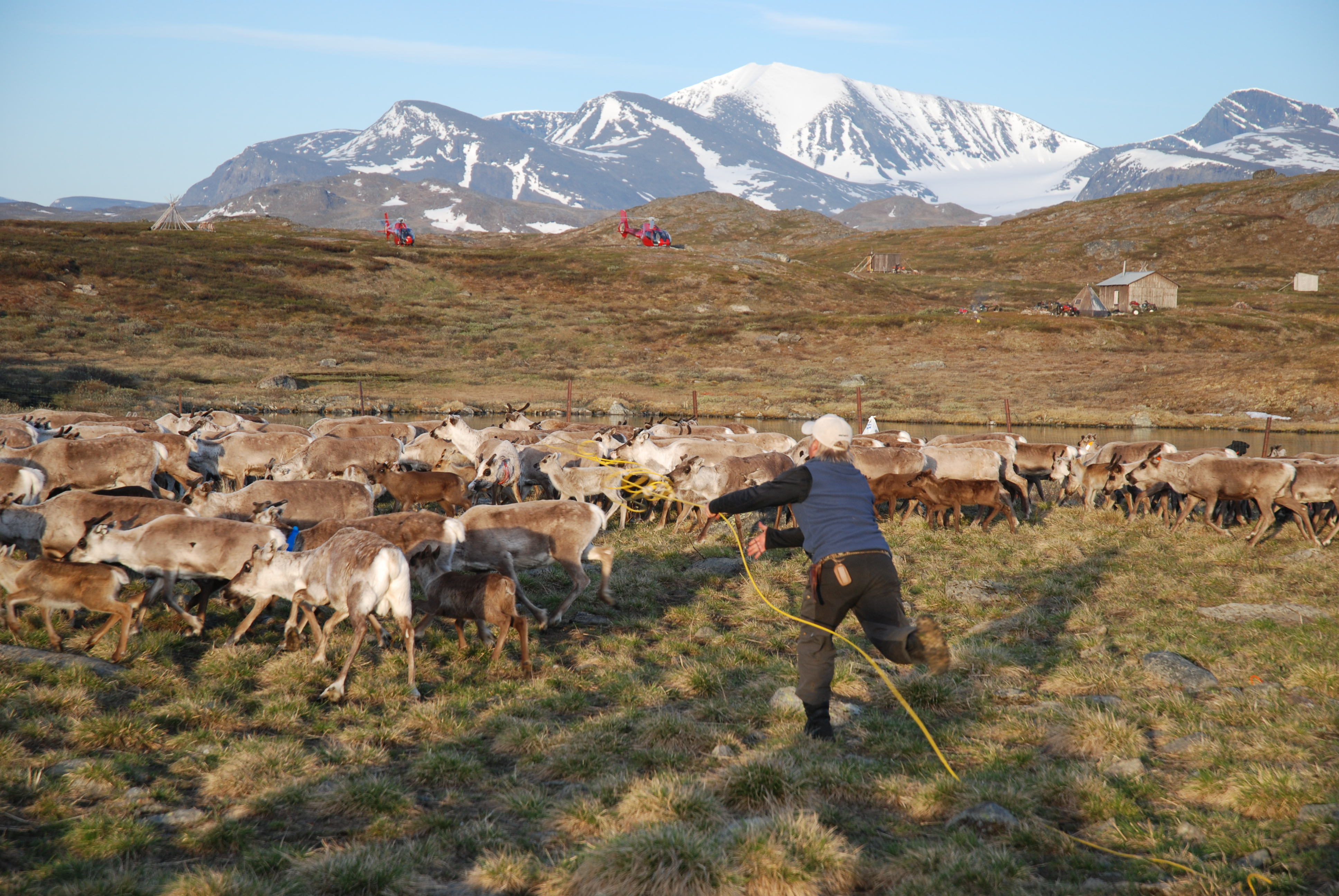
Renskötsel i Gabna sameby.

Gabna sameby är en fjällsameby i Norrbottens län, som ligger söder om Torne älv och Talma sameby och norr om Laevas sameby.
Rensjön, omkring 30 kilometer norr om Kiruna utmed E10, Nordkalottvägen, och Malmbanan, är bostadsort för Gabna sameby. Där finns renslakteri och renskiljningsplats. Gabna har sommarbetesmarker söder om Torneträsk, söder om Riksgränsen, Katterjåkk, Kopparåsen och Björkliden. Sommarviste finns i Rovvidievva. Kalvningsområdet ligger söder om Kaisepakte och vår- och höstbetena ligger ner mot Rensjön. Vinterbeteslanden sträcker sig österut söder om Vittangi ner mot Junosuando. 
Kiruna stad ligger i Gabnas och Laevas samebyar. Gabna samebys verksamhet är kraftigt påverkad dels av gruvbrytningen i Kirunavaara och dels av flyttningen av tätorten Kiruna. Per Geijermalmen ligger i ett för Gabna sameby viktigt område. Företrädare för samebyn har yttrat oro för att den kommande malmbrytningen kan omöjliggöra deras renskötsel.

## Historia
Samebyn hette tidigare Rautasvuoma. Denna by uppkom under 1700-talet som en del av den historiska lappbyn Siggevara.